# Landtagswahlkreis Wiener Neustadt
Der Wahlkreis Wiener Neustadt (Wahlkreis 19, bis zur Auflösung des Bezirks Wien-Umgebung mit 1. Jänner 2017 Wahlkreis 20) ist ein Wahlkreis in Niederösterreich, der die Stadt Wiener Neustadt und den politischen Bezirk Wiener Neustadt-Land umfasst. Bei der Landtagswahl 2008 ging die Österreichische Volkspartei (ÖVP) mit 50,52 % als stärkste Partei hervor. Von den maximal vier zu vergebenden Grundmandaten konnte die ÖVP zwei Grundmandate und die Sozialdemokratische Partei Österreichs (SPÖ) ein Grundmandat auf sich verbuchen.

## Geschichte
Niederösterreich war bis 1992 in vier Wahlkreise unterteilt, wobei der Bezirk Wiener Neustadt zum Landtagswahlkreis Viertel unter dem Wienerwald gehörte. Mit der Landtagswahlordnung 1992 wurde die Zahl der Wahlkreise auf 21 erhöht und die Stadt Wiener Neustadt mit dem Bezirk Wiener Neustadt-Land zu einem Wahlkreis zusammengefasst. Nach der Schaffung des Wahlkreises erzielte die SPÖ 1993 noch die relative Mehrheit im Wahlkreis, bereits bei der Landtagswahl 1998 gelang es der ÖVP jedoch die relative Mehrheit zu erobern. Mit der Landtagswahl 2008 erreichte sie die absolute Mehrheit. Von den vier zu vergebenden Mandaten konnten SPÖ und ÖVP Bei den Landtagswahlen 1993 und 1998 jeweils ein Mandat für sich verbuchen, seit 2003 verfügt die ÖVP über zwei Mandate, die SPÖ über ein Grundmandat.

## Wahlergebnisse
| Landtagswahlen im Wahlkreis Wiener Neustadt | Landtagswahlen im Wahlkreis Wiener Neustadt | Landtagswahlen im Wahlkreis Wiener Neustadt | Landtagswahlen im Wahlkreis Wiener Neustadt | Landtagswahlen im Wahlkreis Wiener Neustadt | Landtagswahlen im Wahlkreis Wiener Neustadt | Landtagswahlen im Wahlkreis Wiener Neustadt | Landtagswahlen im Wahlkreis Wiener Neustadt | Landtagswahlen im Wahlkreis Wiener Neustadt |
| ------------------------------------------- | ------------------------------------------- | ------------------------------------------- | ------------------------------------------- | ------------------------------------------- | ------------------------------------------- | ------------------------------------------- | ------------------------------------------- | ------------------------------------------- |
| Wahltermin                                  | GM                                          |                                             | ÖVP                                         | SPÖ                                         | FPÖ                                         | GRÜNE                                       | Sonstige                                    |                                             |
| 16. Mai 1993                                |                                             | Stimmenanteile (%)                          | 35,58                                       | 42,32                                       | 12,13                                       | 2,69                                        | 7,28                                        |                                             |
| 16. Mai 1993                                | 4                                           | Grundmandate                                | 1                                           | 1                                           | 0                                           | 0                                           | 0                                           |                                             |
| 22. März 1998                               |                                             | Stimmenanteile (%)                          | 37,65                                       | 37,63                                       | 17,05                                       | 3,44                                        | 4,23                                        |                                             |
| 22. März 1998                               | 4                                           | Grundmandate                                | 1                                           | 1                                           | 0                                           | 0                                           | 0                                           |                                             |
| 30. März 2003                               |                                             | Stimmenanteile (%)                          | 48,63                                       | 39,98                                       | 3,83                                        | 6,12                                        | 1,45                                        |                                             |
| 30. März 2003                               | 4                                           | Grundmandate                                | 2                                           | 1                                           | 0                                           | 0                                           | 0                                           |                                             |
| 9. März 2008                                |                                             | Stimmenanteile (%)                          | 50,52                                       | 29,01                                       | 12,04                                       | 5,71                                        | 2,71                                        |                                             |
| 9. März 2008                                | 4                                           | Grundmandate                                | 2                                           | 1                                           | 0                                           | 0                                           | 0                                           |                                             |
| 3. März 2013                                |                                             | Stimmenanteile (%)                          | 48,77                                       | 23,60                                       | 8,71                                        | 6,74                                        | 12,18                                       |                                             |
| 3. März 2013                                | 4                                           | Grundmandate                                | 2                                           | 1                                           | 0                                           | 0                                           | 0                                           |                                             |
| 28. Jänner 2018                             |                                             | Stimmenanteile (%)                          | 45,69                                       | 26,56                                       | 18,32                                       | 4,80                                        | 4,63                                        |                                             |
| 28. Jänner 2018                             | 4                                           | Grundmandate                                | 2                                           | 1                                           | 0                                           | 0                                           | 0                                           |                                             |
| 29. Jänner 2023                             |                                             | Stimmenanteile (%)                          | 36,68                                       | 21,12                                       | 28,96                                       | 6,10                                        | 7,14                                        |                                             |
| 29. Jänner 2023                             | 4                                           | Grundmandate                                | 1                                           | 0                                           | 1                                           | 0                                           | 0                                           |                                             |